# Tobias Johannessen
Pour les articles homonymes, voir Johannessen.
Tobias Halland Johannessen (né le 23 août 1999 à Drøbak) est un coureur cycliste norvégien, membre de l'équipe Uno-X Pro.

## Biographie
Son frère jumeau Anders est également coureur cycliste,.
Tobias Halland Johannessen s'est d'abord illustré l'attention en VTT. Chez les juniors (moins de 19 ans), il est Médaillé de bronze du championnat du monde de cross-country juniors en 2016. La même année, il est sacré champion de Norvège de cross-country juniors et conserve son titre en 2017. En 2017, 2018 et 2021, il est champion de Norvège de cyclo-cross. En 2021, il est également deuxième du championnat de Norvège de cross-country VTT chez les élites.
Il fait ses débuts sur route lors de la saison 2021. Il rejoint la nouvelle équipe norvégienne Uno-X Dare Development. En juin, il termine deuxième du classement général du Tour d'Italie espoirs. Lors du Sazka Tour, il remporte deux étapes et termine de nouveau deuxième au général. En août, il remporte deux étapes et le classement général du prestigieux Tour de l'Avenir. Il participe aux Jeux olympiques d'été de 2020 à Tokyo, terminant 82e de la course en ligne.
Pour la saison 2022, Johannessen est transféré au sein de l'UCI ProTeam Uno-X Pro, où il devient rapidement le leader de l'équipe. Dès le 5 février, il gagne l'étape reine de l'Étoile de Bessèges-Tour du Gard, puis se classe finalement troisième et meilleur jeune de la course. Fin mars, pour ses débuts sur une course par étapes du World Tour, il termine septième du Tour de Catalogne. Lors du Tour de Norvège, il est quatrième du classement général et remporte le classement par points, après avoir obtenu quatre tops 5 en six étapes. En juin, il est dixième et meilleur jeune du Critérium du Dauphiné, puis quatrième du Mont Ventoux Dénivelé Challenges.
En décembre 2023, Uno-X Pro, qui devient en 2024 Uno-X Mobility, annonce la prolongation de contrat des jumeaux Johannessen jusqu'en fin d'année 2026.

## Palmarès sur route

### Palmarès par années
- 2017
  - 4e étape du Tour te Fjells juniors
- 2021
  - 3e et 4e étapes du Sazka Tour
  - Tour de l'Avenir :
    - Classement général
    - 7e et 8e étapes

  - 2e du Tour d'Italie espoirs
  - 2e du Sazka Tour
  - 3e de Liège-Bastogne-Liège espoirs
- 2022
  - 4e étape de l'Étoile de Bessèges-Tour du Gard
  - 3e de l'Étoile de Bessèges-Tour du Gard
  - 7e du Tour de Catalogne
  - 10e du Critérium du Dauphiné
- 2023
  - 5e étape du Tour de Luxembourg
  - 2e du Tour de Grande-Bretagne
  - 2e du Tour de Vénétie
  - 3e de Paris-Tours
- 2024
  - 2e de la Classic Var
  - 2e de la Muur Classic Geraardsbergen
  - 3e du Tour d'Allemagne
  - 6e de la Flèche wallonne
- 2025
  - 3e de Milan-Turin
  - 5e du Critérium du Dauphiné
  - 6e du Tour de France

### Résultats sur les grands tours

#### Tour de France
3 participations
- 2023 : 30e
- 2024 : 35e
- 2025 : 6e

### Classements mondiaux
| Année                                 | 2021 | 2022 | 2023 | 2024 |
| ------------------------------------- | ---- | ---- | ---- | ---- |
| Classement mondial                    | 172e | 133e | 62e  | 114e |
| UCI Europe Tour                       | 148e | 110e | 51e  | 93e  |
|                                       |      |      |      |      |
| Légende : nc = non classéSource : UCI |      |      |      |      |

## Palmarès en cyclo-cross
| - 2016-2017 - 2e du championnat de Norvège de cyclo-cross juniors - 2017-2018 - Champion de Norvège de cyclo-cross - 2018-2019 - Champion de Norvège de cyclo-cross | - 2019-2020 - 2e du championnat de Norvège de cyclo-cross - 2021-2022 - Champion de Norvège de cyclo-cross - 2022-2023 - 3e du championnat de Norvège de cyclo-cross |  |

## Palmarès en VTT

### Championnats du monde
- Nové Město na Moravě 2016
  -  Médaillé de bronze du cross-country juniors

### Championnats de Norvège
- 2016
  -  Champion de Norvège de cross-country juniors
- 2017
  -  Champion de Norvège de cross-country juniors
- 2021
  - 2e du cross-country